# Lac Édouard
Lac Édouard är en sjö i Kanada.   Den ligger i regionen Mauricie och provinsen Québec, i den sydöstra delen av landet, 300 km nordost om huvudstaden Ottawa. Lac Édouard ligger 359 meter över havet. Arean är 24,9 kvadratkilometer. Den sträcker sig 16,8 kilometer i nord-sydlig riktning, och 10,7 kilometer i öst-västlig riktning.
I omgivningarna runt Lac Édouard växer i huvudsak blandskog. Trakten runt Lac Édouard är nära nog obefolkad, med mindre än två invånare per kvadratkilometer.